# Jean-François Ducis
Jean-François Ducis, 23 augusti 1733, död 31 mars 1816, var en fransk författare.
Ducis efterträdde 1779 Voltaire i Franska Akademien. Med sina egna tragedier i Voltaires stil hade han föga framgång. Däremot vann han ryktbarhet genom bearbetningar av Shakespeare i det franska 1700-talets anda. Hans Hamlet (1769) och Roméo et Juliette (1772) bearbetades efter tidens smak, bland annat försåg han sin Othello (1792) med ett lyckligt slut.